# Luo Longji
Det här är en artikel om en person med kinesiskt personnamn; Luo är familjenamnet.
Luo Longji (kinesiska: 罗隆基; pinyin: Luo Longji), född 30 juli 1898, död 7 december 1965, var en kinesisk politiker och berömd intellektuell. Han och Hu Shih samarbetade för att forska och främja mänskliga rättigheter i Kina, vilket gjorde dem till en av de tidigaste produktiva liberalerna i Folkrepubliken Kina. Eftersom han förespråkade för att inrätta kommittéer för att rehabilitera de förorättade människorna i tidigare kommunistiska förtryck, attackerades han av Wu Han under antihögerkampanjen och förföljdes därefter.